# La Dulce
La Dulce (oficialmente Nicanor Olivera) es una localidad bonaerense del partido de Necochea, Argentina. Se fundó en relación con una estación del ferrocarril.

## Historia

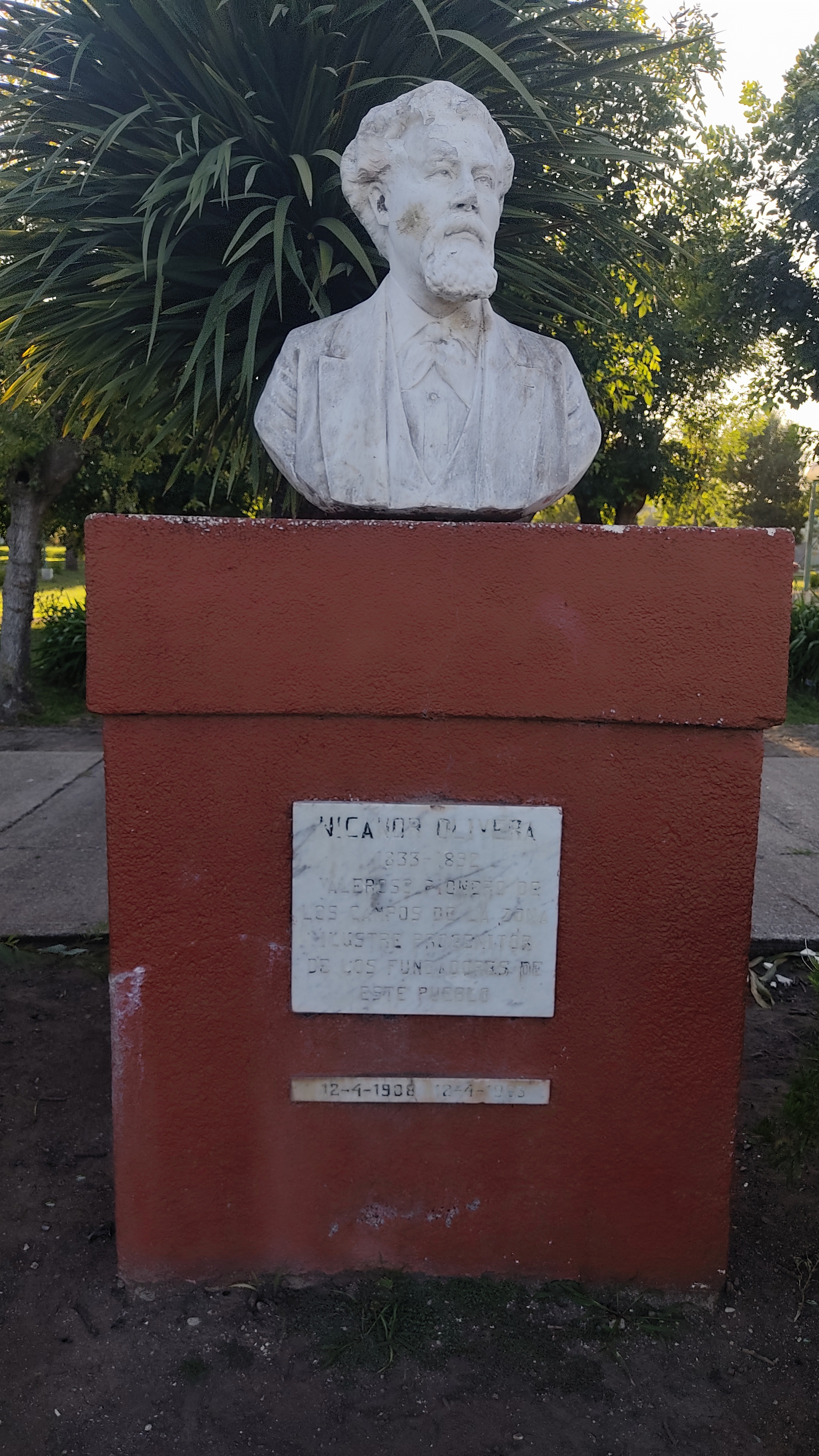
Monumento a Niconor Olivera ubicado en La Dulce.

Lleva su nombre oficial en memoria de Nicanor Olivera, quien era el propietario de una estancia homónima, y por los mismos motivos llevaron a imponer este nombre a la estación ferroviaria, inaugurada en agosto de 1907 formando parte del ramal Tres Arroyos-Lobería. Esta estación quedó abandonada en 1975.
Olivera llega a esta zona en 1862, por entonces denominada Malal Tuel. Transportaba un rodeo de ganado destinado a la estancia. En el lugar construyó un casco de estancia para albergar a su familia.
En 1907 se conforma la estación ferroviaria La Dulce como parte de un ramal que une Tres Arroyos con Tamangueyú. Se construyó sobre terrenos pertenecientes a los hermanos Domingo, Pablo y Adolfo Olivera que llevaban ese nombre. En honor a su padre decidieron fraccionar las tierras de la estancia La Dulce para fundar un pueblo que lo bautizaron con el nombre del padre, Nicanor Olivera.
El 12 de abril de 1908 se produce la fundación, arribó la primera formación ferroviaria con compradores que disputaban las 17 500 hectáreas que subastó la firma Bullrich y Cía en un galpón donde funcionaba el negocio de Adolfo Ianuzzi. Los interesados eran de diferentes localidades, la mayoría de Tres Arroyos y eran daneses, italianos y gallegos entre otras nacionalidades.
El señor Arturo Ignacio fue el primer delegado municipal. En 1913 comenzó el servicio telefónico provisto por la empresa “La Bahiense”.
Los primeros establecimientos educativos fueron la escuela Lainez N.º 11 y la N.º 5, y el club Juventud Unida Progresista fue la primera institución deportiva al que se le sumó el club Porteño en 1918.
En el lugar se asentaron daneses, quienes se nuclearon en el Centro Cultural Argentino Danés. También hay gran cantidad de descedientes de italianos y españoles y, en menor cantidad, de todos los sectores de Europa y América.

## Economía
Las actividades económicas son la ganadería y la agricultura (trigo, maíz, girasol y soja).

## Población
Cuenta con 2131 habitantes (Indec, 2010), lo que representa un incremento del 7,7% frente a los 1978 habitantes (Indec, 2001) del censo anterior.
| Gráfica de evolución demográfica de La Dulce entre 1960 y 2010 |
|                                                                |
| Fuentes: INDEC                                                 |

## Servicios
La población cuenta con servicio de gas, agua corriente, teléfono, internet y una emisora de radio en Frecuencia Modulada, LRV 314 Radio Campo La Dulce. Con respecto a los servicios educativos se encuentran la Escuela N.º 42 "Chaco", la Escuela N.º 5 "Ricardo Gutiérrez", el Jardín de Infantes N.º 904 "Antonio Ciancaglini", la Escuela de Educación Secundaria N.° 18 con orientación en economía y administración, el Centro de Educación Física N.º 17 y la Biblioteca Pública "Mariano Moreno", una sala de conferencia y un extenso polideportivo con proyecto de ampliación. De la Biblioteca Pública depende el proyecto Biblioteca Circulante Móvil, que acerca valijas con material didáctico y lúdico en carácter de préstamo a escuelas rurales de la provincia de Buenos Aires, Santa Fe y Entre Ríos.
Además cuenta con tres clubes que desarrollan actividades deportivas: Club Social Deportivo y Recreativo Nicanor Olivera (ex Deportivo La Dulce), Club Ideal Progresista y Club de Pesca.
Otras entidades del lugar son la Asociación de Fomento, el Club de Amistad y Servicio, los Bomberos Voluntarios, el Centro de Jubilados Feliz Encuentro, la Liga de Madres de Familia, y la Dulce Sociedad Cooperativa de Seguros.

## Parroquias de la Iglesia católica en La Dulce
| Diócesis  | Mar del Plata           |
| --------- | ----------------------- |
| Parroquia | Nuestra Señora de Luján |